# Anton & Maite Piano Duo
Anton & Maite Piano Duo (Antón Dolgov y Maite León) forman un dúo pianístico español. Ganadores de múltiples premios internacionales. Han actuado en lugares como el Gran Teatro de Harbin, el Konzerthaus de Klagenfurt, Musikverein de Graz, el Palacio de la Música Catalana o el Auditorio de Zaragoza. La revista de música clásica Ritmo los ha descrito como «un dúo con admirable perfección técnica, musicalidad y fuerza».

## Reseña biográfica
Antón & Maite Piano Duo es uno de los dúos españoles más aclamados del momento. El alto nivel de sus interpretaciones, junto con su personalidad y frescura sobre el escenario les ha llevado a actuar en países como España, Alemania, Italia, Polonia, Francia, Austria y China y a ganar decenas de premios internacionales. Antón Dolgov y Maite León, procedentes de Rusia y Navarra, se conocen en 2011 en unas masterclases y comienzan una relación. Posteriormente estudian en el Conservatorio Superior de Música de Aragón con el pianista Miguel Ángel Ortega Chavaldas, donde empiezan a formarse en el arte del piano dúo con el Dúo del Valle y el duo Moreno Gistaín, recibiendo también clases de Música de Cámara con el Cuarteto Quiroga. En esta época comienzan a dar pequeños conciertos conjuntamente y en 2015 ganan su primer premio en el Concurso Internacional de Panticosa. En 2017 ganan el 2º Premio en el Concurso Juventudes Musicales de España, lo que les dio la oportunidad de realizar una gira de conciertos por varias ciudades Españolas y en 2018 fueron seleccionados por la Asociación de Intérpretes y Ejecutantes para realizar una gira dentro de su circuito AIEnRuta Clásicos. En febrero de 2018 hacen su debut en el Auditorio de Zaragoza, interpretando el Concierto de Poulenc con la Sinfónica del CSMA y Miquel Rodrigo, dentro del ciclo de grandes conciertos de Primavera, y en marzo vuelven al Auditorio para interpretar el Carnaval de los Animales con la Orquesta Sinfónica Goya. Ese mismo año firman su primer contrato internacional para realizar una serie de conciertos en China, pasando por ciudades como Shanghai, Haian, Jining y finalizando con un concierto en el Gran Teatro de Harbín. 
Ambos finalizan sus estudios Superiores con la mejor nota de su promoción e ingresan en la Kunstuniversität de Graz para realizar un Master de Piano Duo con el prestigioso dúo israelí Silver - Garburg, discípulos de Arie Vardi. Se mudan a Austria y comienzan a centrarse exclusivamente en su carrera como dúo. 
En 2019 ganan el 1º Premio en el Concurso Internacional Mirabent i Magrans, 1º Premio en el Concurso Internacional Luigi Zanuccoli, 1º en el Concurso Internacional Antón García Abril, así como Premio Especial a “La mejor interpretación de una obra de García Abril y el 2º Premio en el Concurso Internacional Ciudad de Vinaroz, cerrando una de sus temporadas más exitosas actuando como solistas en la emblemática Stefaninesaal del Musikverein de Graz, interpretando el Concierto para dos pianos y Orquesta de Poulenc bajo la batuta de Ralf Weikert. En 2020 firman con la casa discográfica IBS Classical, que grabará y producirá su primer álbum ESSENZ, disco que despertará el entusiasmo de la crítica y ganará el Melómano de Oro y cinco estrellas de la Revista Ritmo. Este mismo año son invitados a actuar en dos de los festivales más relevantes de España: La Schubertíada de Vilabertrán y el Festival de Música y Danza de Granada. En 2021 continúan cosechando éxitos como el 1º Premio en el Concurso Danubia Talents y el Premio Juventudes Musicales de España en el Concurso Internacional El Primer Palau, actuando en salas como en el Palacio de la Música Catalana y en el Konzerthaus de Klagenfurt. 
Han realizado grabaciones para radio y televisión nacionales como RTVE Radio Clásica, Cataluña Radio y el podcast Clásica FM. La crítica musical los ha descrito como un dúo «con gran sensibilidad y gusto musical» y una «perfecta sincronización entre ambos pianistas» (Diario de Aragón), destacando «una admirable perfección técnica, musicalidad y fuerza» (Ritmo). En la actualidad preparan su siguiente trabajo discográfico. Totalmente comprometidos con la difusión de la música para dúo de pianos, apuestan por la profesionalización de este género y compatibilizan su vida concertística con la docencia.

## Discografía
- ESSENZ (2021) Ibs Classical

## Premios y nominaciones
| Año  | Trabajo nominado                                              | Premio                                                 | Categoría        |
| 2017 | Concurso Música de Cámara Juventudes Musicales de España      | 2º Premio                                              | Música de Cámara |
| 2019 | Concurso Internacional Luigi Zanuccoli                        | 1º premio                                              | Música de Cámara |
| 2019 | Concurso Internacional de Música de Cámara Antón García Abril | Mejor interpretación de una obra de Antón García abril | Música de Cámara |
| 2019 | Concurso Internacional de Música de Cámara Antón García Abril | 1º premio                                              | Música de Cámara |
| 2019 | Concurso Mirabent i Magrans                                   | 1º premio                                              | Música de Cámara |
| 2020 | CD "ESSENZ"                                                   | Melómano de Oro                                        |                  |
| 2021 | Concurso Internacional Danubia Talents                        | 1º premio                                              | Piano Dúo        |
| ---- | ------------------------------------------------------------- | ------------------------------------------------------ | ---------------- |